# Hélder Vicente de Jesus Serafin
Hélder Vicente de Jesus Serafin (ur. 30 września 1975) – angolski piłkarz grający na pozycji obrońcy.

## Kariera klubowa
Swoją karierę piłkarską Hélder Vicente rozpoczął w klubie Primeiro de Agosto. W 1995 roku zadebiutował w jego barwach w pierwszej lidze angolskiej. W latach 1996, 1998 i 1999 wywalczył z nim trzy mistrzostwa Angoli. W latach 1997, 1998, 1999 i 2000 zdobył z nim cztery Superpuchary Angoli.
W 2001 roku Hélder Vicente wyjechał do Portugalii. Został zawodnikiem klubu Rio Ave FC. Grał w nim w sezonie 2001/2002.
W 2002 roku Hélder Vicente wrócił do ojczyzny i w latach 2002-2004 grał w ASA Luanda. Trzykrotnie wywalczył z nim mistrzostwo kraju i zdobył dwa superpuchary (2003, 2004). W latach 2005–2006 grał w klubie Sagrada Esperança, z którym w 2005 roku został mistrzem Angoli.
Od 2006 do 2011 roku, czyli do końca swojej kariery, Hélder Vicente występował w Petro Atlético Luanda. W latach 2008 i 2009 wywalczył z nim dwa tytuły mistrza kraju.

## Kariera reprezentacyjna
W reprezentacji Angoli Hélder Vicente zadebiutował w 1996 roku. W tym samym roku rozegrał dwa mecze w Pucharze Narodów Afryki 1996: z Republiką Południowej Afryki (0:1) i z Kamerunem (3:3).
W 1998 roku Hélder Vicente został powołany do kadry Angoli na Puchar Narodów Afryki 1998. Rozegrał na nim dwa mecze: z Republiką Południowej Afryki (0:0) i z Namibią (3:3). W kadrze narodowej grał do 2002 roku.